# Volksbank Möckmühl
Die Volksbank Möckmühl eG ist eine deutsche Genossenschaftsbank mit Sitz in Möckmühl.

## Geschichte
Die Gründung der Bank erfolgte am 7. September 1879 in Möckmühl durch Bürger als Selbsthilfeeinrichtung zur Förderung ihrer Mitglieder und der heimischen Wirtschaft. Erster Direktor war Stadtpfleger Gottlieb Frey. Als Kassier wurde Kaufmann Karl Krieger gewählt. Erster Vorsitzender des Aufsichtsrates wurde der Bauer und Landtagsabgeordnete Emil Ege. Die Gründungsmitglieder kamen vorwiegend aus Möckmühl, aber auch den umliegenden Ortschaften, die heute zum Geschäftsbereich der Volksbank Möckmühl eG gehören.
Nach der in Möckmühl erfolgten Bankgründung wurden in den umliegenden Städten und Gemeinden etwa 20 Jahre später ebenfalls Genossenschaftsbanken gegründet. So in Widdern (1895), Roigheim (1892), Gochsen (1898), Cleversulzbach, Kochertürn  und Lampoldshausen (1899), Degmarn (1901), Kochersteinsfeld und Züttlingen (1902), Jagsthausen (1903), Brettach (1904) und Siglingen (1906). Die heutige Geschäftsstelle in Neuenstadt am Kocher entstand durch die Verlegung des Sitzes der Spar- und Darlehnskasse Cleversulzbach eGmbH nach Neuenstadt am Kocher, die dort ab 1968 als Raiffeisenbank Neuenstadt eG firmierte.
Im Jahr 1973 erfolgte im Jagst- und Seckachtal der Zusammenschluss der umliegenden Raiffeisenbanken mit der Volksbank Möckmühl eG, die dann als Volksbank Möckmühl –Raiffeisen- und Volksbank- eG firmierte. 
So fusionierten die Raiffeisenbank Jagsthausen eGmbH mit Sitz in Jagsthausen, die Raiffeisenbank Züttlingen eG mit Sitz in Züttlingen, die Genossenschaftsbank Siglingen eG mit Sitz in Siglingen, Raiffeisenbank Roigheim eG mit Sitz in Roigheim, die Raiffeisenbank Widdern eG mit Sitz in Widdern mit der Volksbank Möckmühl eG mit Sitz in Möckmühl zur Volksbank Möckmühl – Raiffeisen- und Volksbank – eG.
Im Kochertal erfolgten die Zusammenschlüsse zur Raiffeisenbank Kochertal eGmbH in den Jahren ab 1968 wie folgt:
Die Raiffeisenbank Neuenstadt eG mit Sitz in Neuenstadt am Kocher fusionierte im Jahr 1968 mit der Spar- und Darlehnskasse Degmarn eG mit Sitz in Degmarn und im Folgejahr dann mit der Genossenschaftsbank Kochersteinsfeld eG mit Sitz in Kochersteinsfeld, der Spar- und Darlehnskasse Lampoldshausen eG mit Sitz in Lampoldshausen und der Spar- und Darlehnskasse Brettach eG mit Sitz in Brettach zur Genossenschaftsbank Kochersteinsfeld eG mit Sitz in Kochersteinsfeld, die dann ihre Firmierung in Raiffeisenbank Kochertal eG änderte, bevor sie 1970 mit neuem Sitz in Neuenstadt am Kocher mit der Raiffeisenbank Kochertürn eG mit Sitz in Kochertürn zuerst zur Raiffeisenbank Kochertal eG fusionierte. Nach einer erneuten Umfirmierung in Raiffeisenbank Neuenstadt eG. erfolgte im Jahr 1992 die Fusion mit der Raiffeisenbank Gochsen eG mit Sitz in Gochsen.
Der Zusammenschluss der Volksbank Möckmühl eG und der Raiffeisenbank Neuenstadt eG. zur Volksbank Möckmühl-Neuenstadt eG erfolgte schließlich im Jahre 1994. 
Im Mai 2018 stimmten die Mitglieder der Volksbank Möckmühl-Neuenstadt eG und der Raiffeisenbank Neudenau-Stein-Herbolzheim eG mit Sitz in Neudenau für eine Fusion der beiden Institute unter dem Namen Volksbank Möckmühl eG. Am 12. Juli 2018 wurde die Raiffeisenbank Neudenau-Stein-Herbolzheim eG aus dem Handelsregister gelöscht und die Verschmelzung zur Volksbank Möckmühl eG eingetragen.
Die Raiffeisenbank Neudenau-Stein-Herbolzheim eG entstand im Jahr 1990 durch die Fusion der Raiffeisenbank Herbolzheim eG mit Sitz in Herbolzheim mit der Raiffeisenbank Neudenau-Stein eG mit Sitz in Neudenau. Diese wiederum ist im Jahr 1983 durch die Fusion der Raiffeisenbank eG Neudenau mit der Raiffeisenbank eG. Stein a. Kocher mit Sitz in Stein am Kocher entstanden.
Vorstandsmitglieder der Volksbank in Möckmühl seit 1879:
- Gottlieb Frey 1879–1895
- Karl Krieger 1879–1888
- Adolf Dolde 1879–1927
- Adolf Mayer 1888–1916
- Carl Kraft 1890–1921
- Hugo Schorle 1917–1930
- Hermann Kraft 1921–1945
- Heinrich Bier 1928–1938
- Karl Bräuninger 1930–1945
- Gustav Bleher 1933–1936
- Otto Karle 1938–1945
- Ludwig Michel 1945–1964
- Wilhelm Kurz 1945–1962
- Heinrich Kraft 1948–1972
- Heinz Bleher 1959–1963
- Erich Noe 1964–1994
- Wilhelm Seufer 1964–1972
- Hans-Joachim Ehrmann 1972–1988
- Wilhelm Frey 1972–1992
- Günther H. Friedrich 1974–1985
- Rolf Kless 1985–2001
- Herbert Söhner 1985–1995
- Ludwig Hofmann 1994–2004
- Erwin Wildt 1994–2001
- Rainer Schwab 1994 bis 2020
- Werner Philipp 2002–2007
- Thomas Reuter 2008 bis heute
- Alexander Britsch 2021 bis heute

## Geschäftsausrichtung
Die Volksbank Möckmühl eG betreibt das Universalbankgeschäft. Im Verbundgeschäft arbeitet sie mit der DZ Bank, R+V Versicherung, Bausparkasse Schwäbisch Hall, Teambank, VR Smart Finanz, DZ Hyp, Münchener Hypothekenbank und der Union Investment zusammen.

## Geschäftsgebiet
Das Geschäftsgebiet liegt im Nordosten des Landkreises Heilbronn und erstreckt sich auf den Wirtschaftsraum um die Städte Möckmühl, Neuenstadt und Neudenau.
An diesen Orten betreibt die Bank Filialen:
- Möckmühl (Hauptstelle, jur. Sitz + 1 SB-Geschäftsstelle)
- Züttlingen (Geschäftsstelle)
- Neudenau (Geschäftsstelle)
- Siglingen (Geschäftsstelle)
- Herbolzheim (Geschäftsstelle)
- Stein am Kocher (Geschäftsstelle)
- Kochertürn (Geschäftsstelle)
- Neuenstadt am Kocher (1 Geschäftsstelle + 1 SB-Geschäftsstelle)
- Widdern (Geschäftsstelle)
- Jagsthausen (Geschäftsstelle)
- Gochsen (Geschäftsstelle)
- Kochersteinsfeld (Geschäftsstelle)
- Brettach (Geschäftsstelle)
- Roigheim (Geschäftsstelle)

## Veröffentlichungen
- Heinrich Kraft: 100 Jahre Volksbank Möckmühl 1879–1979. Festschrift, Eigenverlag, Möckmühl 1979.